# المثنى بن حارثة الشيباني
المُثنى بن حارثة الشيباني (نحو 53 ق هـ - 14 هـ/ نحو 570 - 635م): صحابي، من كبار قادة العرب. من أهل العراق، شهد يوم ذي قار، وكان سيد قومه قبل الإسلام، وفي ذلك ابن حبان قال: «المثنى بن حارثة كان سيدا في الجاهلية»، وقال أبو عبيدة: «المثنى بن حارثة الذي افتتح السواد، ساد في الجاهلية والإسلام». وكان شيخ بني شيبان، وفي ذلك قال هانئ بن قبيصة الشيباني لرسول الله«المثنى بن حارثة شيخنا وصاحب حربنا».
التقى المثنى بالنبي محمد ﷺ قبل الهجرة في مكة سنة 618م، ولم يُسلم. ثم أسلم ووفد سنة 9 هـ، فكان من أصحاب النبيّ. قام بحملات عسكرية ضد القوات الفارسية في العراق أول أيام أبي بكر الصديق، فتناقل الناس أخباره، ثم وفد على أبي بكر فأكرمه وأمره على قومه، وعاد يغير بحملاته على سواد العراق محاولاً تحريرها، فأمدّه أبو بكر بخالد بن الوليد فكان بدء تحرير العراق.
ولما ولي الخلافة عُمر بن الخطاب أمدّه بجيش عليه أبو عبيد بن مسعود الثقفي فكانت معركة الجسر وقتل أبو عبيد، فأمدّه عمر بجيش فيه جرير البجلي وعرفجة بن هرثمة البارقي، فانتصروا في يوم النخيلة - البويب - وفتحت الحيرة، وفي ذلك قال ابن الكلبي: «المثنى بن حارثة صاحب يوم النخيلة الذي قتل مهران»، ثم فتحَ جميع أرض سواد العراق، قال معمر بن المثنى: «المثنى بن حارثة الذي افتتح السواد». وقَصّ ابن إسحاق وسيف بن عمر خبر تحرير السواد في أخبار طوال.
بعد تحرير الحيرة والسواد أمدّ عمر المثنى بجيش يقوده سعد بن أبي وقاص، ولكن انتقضت على المثنى جراحته من وقائعه مع الفرس، فمات قبل وصول سعد إليه. وأطلق اسمه على السماوة جنوب العراق - محافظة المُثنى - تكريماً وتخليداّ لجهوده في تحرير العراق من الإمبراطورية الساسانية.

## اسمه ونسبه
- هو: المثنى بن حارثة بن سلمة بن ضمضم بن سعد بن مرة بن ذهل بن شيبان بن ثعلبة بن عكابة بن صعب بن علي بن بكر بن وائل،[22] بن قاسط بن افصى بن دعمي بن جديلة بن أسد بن ربيعة بن نزار بن معد بن عدنان، الشيباني البكري، وزوجته هي سلمى بنت جعفر بحسب قول ابن الأثير.[22] أو سلمى بنت حفص بحسب قول ابن كثير.[23]

## حاله في الجاهلية
في الجاهلية أغار المثنى بن حارثة الشيباني، وهو ابن أخت عمران بن مرة الشيباني، على قبيلة تغلب، وهم عند الفرات، فظفر بهم فقتل من أخذ من مقاتلتهم وغرق منهم ناسٌ كثير في الفرات وأخذ أموالهم وقسمها بين أصحابه، فقال شاعرهم في ذلك:
دليكة: فرس المثنى بن حارثة الشيباني، والذي شد الركي مرة بن همام الشيباني، وغريب الشام ابن القلوص بن النعمان بن ثعلبة.

## قصة إسلامه
روى أَبان بن تَغْلب، عن عكرمة، عن ابن عباس، عن علي بن أَبي طالب رضي الله عنه قال: تلا رسول الله صَلَّى الله عليه وسلم: {قُلْ تَعَالَوْا أَتْلُ مَا حَرَّمَ رَبُّكُمْ عَلَيْكُمْ} [الأنعام/ 151] على بني شيبان، وفيهم المثنى بن حارثة، ومفروق ابن عمرو، وهاني بن قبيصة، والنعمان بن شريك، فالتفت رسول الله صَلَّى الله عليه وسلم إِلى أَبي بكر فقال: «بأَبي أَنت! ما وراء هؤلاء عون من قومهم، هَؤُلاءِ غرر الناس». فقال مفروق بن عمرو، وقد غلبهم لسانًا وجمالًا: والله ما هذا من كلام أَهل الأَرض، ولو كان من كلامهم لعرفناه. وقال المثنى كلامًا نحو معناه، فتلا رسول الله صَلَّى الله عليه وسلم: {إِنَّ اللَّهَ يَأْمُرُ بِالْعَدْلِ وَالْإِحْسَانِ وَإِيتَاءِ ذِي الْقُرْبَى}... [النحل/ 90]، فقال مفروق: دعوتَ واللّهِ يا قرشي إِلَى مكارم الأَخلاق، وإِلى محاسن الأَفعال، وقد أَفك قوم كَذَّبوك وظاهروا عليك. وقال المثنى: قد سمعت مقالتك، واستحسنت قولك، وأَعجبني ما تكلمتَ به، ولكن علينا عهد، من كسرى لا نُحدِثُ حَدَثًا، ولا نُؤْوِي مُحْدِثًا ولعل هذا الأَمر الذي تدعونا إِليه مما يكرَهُه الملوك. فإِن أَردتَ أَن ننصرك ونمنعك مما يلي بلاد العرب فعلنا. فقال النبي صَلَّى الله عليه وسلم: «مَا أَسَأْتُمْ إِذْ أَفْصَحْتُمْ بِالْصِّدْقِ، إِنَّهُ لاَ يَقُومُ بِدِينِ الله إِلاَّ مَنْ حَاطَهُ بِجَمِيعِ جَوَانِبِهِ». ثم نهض رسول الله صَلَّى الله عليه وسلم على يد أَبي بكر. أسلم المثنى سنة تسع وقيل سنة عشرة للهجرة مع وفد قومه. وقال ابْنُ حِبَّانَ: له صحبة.

## تولية أبو بكر له لقتال الفرس
عندما أسلم المثنى بن حارثة كان يغِير هو ورجال من قومه على تخوم ممتلكات فارس، فبلغ ذلك الصديق أبا بكر، فقال عمر: مَنْ هذا الذي تأتينا وقائِعهُ قبل معرفة نسبه؟ فقال له قيس بن عاصم التميمي: «أما إنه غَيْرُ خامل الذّكر، ولا مجهول النسب، ولا قليل العدد، ولا ذليل الغارة، ذلك المثنّى بن حارثة الشّيبانيّ.».
ولم يلبث المثنى أن قدم على المدينة المنورة، وقال للصديق: «يا خليفة رسول الله صَلَّى الله عليه وسلم، ابعثني على قومي؛ فإن فيهم إسلامًا؛ أقاتل بهم أهل فارس، وأكفيك أهْلَ ناحيتي من العدوّ» ففعل ذلك أبو بكر، فقدم المثنى العراق، فقاتل وأغار على أهل فارس ونواحي السّواد حَوْلًا مُجَرَّمًا، ثم بعث أخاه مسعود بن حارثة إلى أبي بكر يسأله المدد، ويقول له: إن أمدَدْتني وسمعَتْ بذلك العرب أسرعوا إليّ؛ وأذلَّ الله المشركين، مع أني أخبرك يا خليفة رسول الله صَلَّى الله عليه وسلم أن الأعاجمَ تخافنا وتتّقينا. فقال له عمر: يا خليفة رسول الله صَلَّى الله عليه وسلم، ابعث خالد بن الوليد مدَدًا للمثنى بن حارثة يكون قريبًا من أهلِ الشّام؛ فإن استغنى عنه أهل الشّام ألحّ على أهل العراق حتى يفتح الله عليه؛ فهذا الذي هاج أبا بكر على أن يبعث خالد بن الوليد إلى العراق.
كان الخليفة عمر بن الخطاب يسمِّيه مؤَمِّر نَفْسه

## بعض كلماته
قال المرزباني: كان مخضرما وهو الذي يقول:

## وفاته
لمّا ولي عمر بن الخطاب الخلافة سيّر أبا عبيد بن مسعود الثقفي في جيش إلى المثنى، فاستقبله المثنى واجتمعوا ولقوا الفرس بـ (قس الناطف) واقتتلوا فاستشهد أبو عبيد، وجُرِحَ المثنى فمات من جراحته قبل معركة القادسية.
قال الدومي والعناني في كتابهما (المثنى بن حارثة) "ورحل إلى داره في شراف"، وقال عقيد محمد فرج في كتابه (المثنى فارس بني شيبان) "ورحل إلى قومه في شراف حيث لم يطل مقامه فمات وصاحبَ أخوهُ المُعنّى امرأتَهُ سلمى وسار بها حتى أدرك سعداً بشَراف"، وقال ابن الأثير الجزري "وقدِمَ المُعنّى بن حارثة الشيباني وسلمى بنتُ خصفة زوجُ المثنى بِشَراف".
وصيته: لسعد بن أبي وقّاص قبل معركة القادسية: أن لا يقاتل العدو إذا استجمع أمرهم وجندهم في عقر دارهم، وأن يقاتلهم على حدود أرضهم على أدنى حجر من أرض العرب وأدنى حدٍ من أرض العجم، فإن يُظهر الله المسلمين عليهم لهم ما ورائهم، وإن تكن الأخرى: فأووا إلى فئة، ثم يكون أعلم بسبيلهم وأجرأ على أرضهم إلى أن يَرُدّ الله الكرّة عليهم.
قال ابن السّراج: سمعْتُ عبد الله بن محمد بن سليمان بن جعفر بن عديّ الهاشميّ يقول: قُتل المثنى بن حارثة الشيباني سنة أربع عشرة قبل القادسيّة.